# Taiwangoudvink
De taiwangoudvink (Pyrrhula owstoni) is een zangvogel uit de familie der Fringillidae (Vinkachtigen). De vogel werd in 1907 als aparte soort door Ernst Hartert & Lionel Walter Rothschild geldig beschreven, maar later als ondersoort beschouwd van de grijskopgoudvink (P. erythaca). Volgens in 2020 gepubliceerd moleculair genetisch onderzoek heeft deze goudvink toch de status van aparte soort.

## Kenmerken
Deze goudvink is 15 tot 17 cm lang en lijkt sterk op de grijskopgoudvink.Het mannetje mist het oranjerood op de borst van de grijskopgoudvink maar is daar grijs met een zweem van roze. Het vrouwtje is ook grijs, maar met een heel lichtbruine tint in de veren van borst en buik.

## Verspreiding en leefgebied
Deze soort komt voor op Taiwan. De broedgebieden liggen in loofbossen in berggebied boven de 2280 meter boven zeeniveau. In de winter komt de vogel in lager gelegen bossen tot op 1700 meter.